# Karsten Wendland
Karsten Wendland (* 1972 in Kassel) ist ein deutscher Informatiker, Humanwissenschaftler und Technikfolgenabschätzer. Er ist Professor an der Hochschule Aalen.

## Leben
Karsten Wendland absolvierte nach dem Abitur 1992 eine Ausbildung zum Mathematisch-technischen Assistenten am Georg-Christoph-Lichtenberg-Gymnasium Kassel und studierte von 1993 bis 1999 an der TU Darmstadt Informatik mit Software-Ergonomie und Berufspädagogik. Am Zentrum für Interdisziplinäre Technikforschung ZIT der TU Darmstadt koordinierte er als wissenschaftlicher Mitarbeiter von 2000 bis 2005 den interdisziplinären Arbeitsbereich Arbeit-Bildung-Technik. Von 1993 bis 2006 führte Wendland neben Studium und Promotion in eigener Agentur Web-Engineering-Projekte für Öffentliche Träger, Verbände und KMU durch. 2006 promovierte er am Fachbereich Humanwissenschaften der TU Darmstadt zu einem Thema der Technikgestaltung.
Seit 2008 ist Karsten Wendland Professor für Medieninformatik an der Hochschule Aalen im Studienbereich Human Centricity. Von 2019 bis 2022 war er weiterhin Senior Researcher und Forschungsprojektleiter am Institut für Technikfolgenabschätzung und Systemanalyse (ITAS) am Karlsruher Institut für Technologie (KIT).
Karsten Wendland ist Mitgründer des Instituts für Sozialinformatik in Bielefeld und war von 2011 bis 2013 Vorstand der Integrata-Stiftung für humane Nutzung der Informationstechnologie in Tübingen.

## Forschungsschwerpunkte
Wendland beschäftigt sich im Bereich Grundlagenforschung und Theoriebildung mit Bewusstseinstheorien und Architekturen für Künstliches Bewusstsein, Anthropomorphisierung technischer Systeme, Imitierter Starker Künstliche Intelligenz und Subjektkonstitution unter den Bedingungen der Mensch-Maschine-Verschmelzung. In Bereich angewandter Forschung und Beratung analysiert und begleitet er internationale institutionelle Veränderungsprozesse und Innovationseinführungen.

## Wissenschaftspodcast Selbstbewusste KI
Wendland ist Entwickler und Host des Wissenschaftspodcasts Selbstbewusste KI, dessen Thema unterschiedliche Positionen zu Möglichkeiten bewusster Künstlicher Intelligenz sind. Entstanden ist der Podcast im Forschungsprojekt Abklärung des Verdachts aufsteigenden Bewusstseins in der Künstlichen Intelligenz (KI Bewusstsein), das Wendland am ITAS des KIT leitete.
Staffel 1 wurde ab September 2020 mit 12 Folgen und einer Sonderfolge ausgespielt. Gäste waren: Thomas Fuchs, Andreas Bischof, Ralf Otte, Christian Vater, Thomas Metzinger, Frauke Rostalski, Christof Koch, Antonio Chella, Janina Loh, Joachim Weinhardt, Andreas Eschbach und Junichi Takeno.
Staffel 2 wurde ab September 2023 mit 12 Folgen ausgespielt. Gäste waren: Klaus Mainzer, Vincent C. Müller, Sascha Benjamin Fink, Florian Arnold, Joachim Keppler, Helen Piel und Rudolf Seising, Karl Friedrich von Wendt (Karl Olsberg), Sebastian Rosengrün, Christian Hugo Hoffmann, Stefan Selke, Johannes Kleiner, Wanja Wiese.

## Veröffentlichungen
- Demystifying Artificial Consciousness - About Attributions, Black Swans, and Suffering Machines. DOI:10.46397/JAIH.9.7
- KI-Systeme gestalten und erfahren: Konzepte, Werte, Anwendungen. Mit Bernhard G. Humm, Stephan Lingner, Jan C. Schmidt. DOI:10.14512/tatup.30.3.10
- Menschenbild ohne Menschen: Subjektkonstitution im Spiegel synthetischer Konkurrenz. KITopen
- Kultur- und Technikgestaltung in Social-Intranet-Projekten. HANSER-eLibrary
- SoGIK. Sozialorientierte Gestaltung von Informations- und Kommunikationstechnologien. Münster 2006, ISBN 978-3-89688-275-2 (mit Wolfgang Bender)
- Der Template-Zyklus. Aachen 2006, ISBN 978-3-8322-5285-4 (= Dissertation Darmstadt 2006)
- Studieren im Cyberspace? Die Ausweitung des Campus im virtuellen Raum. Münster 2005, ISBN 978-3-8258-8420-8